# Серпуховский округ
Серпуховский округ — административно-территориальная единица Московской области, существовавшая в 1929—1930 годах.
Серпуховский округ был образован в 1929 году. В его состав вошли следующие территории:
- Из бывшей Московской губернии:
  - Серпуховский уезд полностью
  - Каширский уезд без Достоевской волости; селений Климовское, Лиховидово, и Сениченки Мокринской волости
  - из Бронницкого уезда селения Артемьево, Михеево, Житнево, Бурхино, хутор Дядино, Шахово, Саламыково, Юдино, Уварово, Введенская, Кузовлево, Дебречиново, Ляхово, Кишкино, Лобаново, Караваево, Вертково, Тарчиха Лобановской волости; селение Образцово-Еремино Жирошкинской волости; селения Карачарово и Софьино Троице-Лобановской волости
  - из Коломенского уезда село Старая Кашира Суковской волости
  - из Подольского уезда селения Алексеевка, Ефимово, Тюфонка, Кузнецово, Конищево, Чернецкое, Масново-Гулево, Масново-Жуково (Бакланы) Кленовской волости; Молодинская волость без селений: Большое и Малое Толбино, Слащево, Новоселки, Новгородово, Михалицы, Матвеевское, Романцево, Алтухово, Подвязово-лаговское, Подчищаловка, Молоди, Змеевка, Никоново, Мещерское, ст. Столбовая; Шебанцевская волость без селений: Судаково, Ильинское, Акулинино, Калачево, Долматово, Зиновкино, Валищево, Меньшово, Прохорово, Ивино, Столбищево и Сидориха
- Из бывшей Тульской губернии
  - Тарусский и Пахомовский районы полностью
- Из бывшей Калужской губернии
  - из Малоярославецкого уезда Высокиничская волость полностью
  - из Калужского уезда Тарусская волость без селений Богородицкое, Григоровка, Елманово и Шульгин; селения Барсуково, Петрищево, Головино, Крутицы и Лукьяновка Ферзиковской волости.

Центром округа был назначен город Серпухов.
Округ был разделён на 8 районов:
- Высокиничский,
- Иваньковский,
- Каширский,
- Лопаснинский,
- Михневский,
- Пахомовский,
- Серпуховский,
- Тарусский,

23 июля 1930 года Серпуховский округ, как и большинство остальных округов СССР, был упразднён. Его районы отошли в прямое подчинение Московской области (Постановление ЦИК Союза ССР) (Собрание законов и распоряжений Рабоче-крестьянского Правительства СССР. I отдел. № 37 от 8 августа 1930 г. - ст. 400).